# Harvey Balls

Verschiedene Varianten der Harvey Balls (reihenweise)

Harvey Balls sind kreisförmige Ideogramme, die dazu dienen, qualitative Daten anschaulich zu machen. Sie werden in Vergleichstabellen verwendet, um anzuzeigen, inwieweit ein Untersuchungsobjekt sich mit definierten Vergleichskriterien deckt.

## Anwendungsbeispiel
Bei einem Produktvergleich können Informationen wie Preis oder Gewicht numerisch dargestellt werden, Informationen wie das Vorhandensein oder Fehlen bestimmter Merkmale kann durch einen Haken gezeigt werden. Informationen wie „Sicherheit“ oder „Benutzerfreundlichkeit“ sind schwieriger auf einen Blick darzustellen. Dafür werden gern Harvey Balls verwendet.
Außerdem sind sie für qualitative Vergleiche im Projektmanagement verbreitet, um den Grad der Zielerreichung zu markieren.
Die Erfindung geht auf Harvey Poppel zurück, der sie in den 1970er Jahren als Mitarbeiter der Unternehmensberatung Booz Allen Hamilton eingeführt hat. Aus diesem Grund werden Harvey Balls manchmal auch als „Booz-Balls“ bezeichnet.
Harvey Balls haben nichts mit Harvey Ball zu tun, dem Erfinder des Smileys.